# Aubin Kouakou
Aubin Kouakou (sinh ngày 1 tháng 6 năm 1991 ở Cubatão), là một cầu thủ bóng đá người Bờ Biển Ngà thi đấu ở vị trí tiền vệ cho FC Anyang ở K League 2 của Hàn Quốc.

## Sự nghiệp
Anh gia nhập đội bóng tại K League Challenge Chungju Hummel vào tháng 7 năm 2016.